# AnchorFree
AnchorFree es una empresa de seguridad y privacidad en Internet que ofrece a las empresas y los consumidores tecnologías avanzadas para permitir una navegación web segura y privada. El producto estrella de la compañía es Hotspot Shield, un popular servicio de red privada virtual (VPN) y la aplicación de productividad más conocida y descargada en la App Store de Apple. La empresa está dirigida por David Gorodyansky, quien fundó la firma en 2005 junto con su amigo Eugene Malobrodsky. AnchorFree tiene su sede en Redwood City, California, con oficinas en Ucrania y Rusia. Su ronda de recaudación de fondos más reciente en 2018 recaudó $ 295 millones, lo que eleva el financiamiento total a $ 358 millones.

## Plataformas y usuarios
La empresa trabaja con un modelo «freemium» y ofrece software gratuito con características generales y una versión paga con ciertas características mejoradas como ubicaciones de servidores virtuales, velocidades mejoradas, ancho de banda ilimitado y soporte en vivo 24/7. El software está respaldado por la tecnología Hydra de AnchorFree.
Las aplicaciones de AnchorFree están disponibles para computadoras de escritorio y dispositivos móviles que utilizan sistemas operativos como Microsoft Windows, Mac OS X, Android e iOS. El software se ha descargado 650 millones de veces y se utiliza en más de 200 países. Además, la tecnología patentada de AnchorFree es utilizada por el 60% de las empresas de seguridad de renombre del mundo y una serie de empresas de telecomunicaciones globales.
Hotspot Shield es una aplicación importante en países donde Internet está censurada. La aplicación permite a los usuarios acceder a sitios web restringidos de forma privada y segura. La empresa informó de un aumento en su base de usuarios egipcios de 100.000 usuarios a un millón durante la Primavera Árabe en 2010. Durante este tiempo, el programa se utilizó para acceder a sitios web de redes sociales como Twitter con el propósito de organizar protestas. También se utilizó en Túnez y Libia antes de la Primavera Árabe.
En 2012, después de alcanzar los 60 millones de descargas, la compañía anunció que había recaudado $ 52 millones en financiamiento de Goldman Sachs.
Desde entonces, la base de usuarios de AnchorFree ha superado los 650 millones de descargas. El aumento fue impulsado en parte por el deseo de los usuarios de protegerse en línea después de eventos importantes de privacidad y seguridad como la violación de datos de Equifax, la vulnerabilidad KRACK y la eliminación de las regulaciones de Neutralidad de la Red por parte de la FCC.
En 2018, la compañía anunció que había obtenido $ 295 millones adicionales en financiamiento de WndrCo, una compañía de inversión fundada por Ann Daly, Sujay Jaswa y Jeffrey Katzenberg.

## Reseñas y premios
En enero de 2019, TechRadar le dio a Hotspot Shield de AnchorFree 4 de 5 estrellas y la calificó como una "VPN premium para usuarios que valoran la velocidad". El crítico Mike Williams resumió diciendo que "si la velocidad bruta es su máxima prioridad, su rendimiento turbo podría justificar registrarse por sí solo".
En 2019, Fast Company nombró a AnchorFree como la decimotercera empresa más innovadora del mundo y la primera empresa de seguridad más innovadora.
AV-Test, un reputado auditor de seguridad, calificó la tecnología de AnchorFree como la más rápida y segura del mercado.
Los premios Appy nombraron a Hotspot Shield como la mejor aplicación de seguridad / privacidad en línea en 2013.
La revista Forbes, para la que el director ejecutivo de la empresa ha escrito artículos, nombró a AnchorFree America como la sexta empresa más prometedora de Estados Unidos en 2013.
Business Insider nombró a AnchorFree como una de las 15 empresas emergentes de seguridad más importantes de 2013.

## Recepción crítica
En agosto de 2017, el Centro para la Democracia y la Tecnología emitió una queja abierta ante la Comisión Federal de Comercio que, según ellos, "se refiere al intercambio de datos no revelados y poco claros y la redirección del tráfico que se produce en Hotspot Shield Free VPN que deben considerarse prácticas comerciales injustas y engañosas según la Sección 5 de la FTC Act." CDT" se asoció con investigadores de la Universidad Carnegie Mellon para analizar la aplicación y el servicio y encontró 'prácticas de intercambio de datos no divulgados' con redes publicitarias."